# Diaprograpta
Diaprograpta is een geslacht van spinnen uit de  familie van de Miturgidae (spoorspinnen).

## Soorten
- Diaprograpta abrahamsae Raven, 2009
- Diaprograpta alfredgodfreyi Raven, 2009
- Diaprograpta hirsti Raven, 2009
- Diaprograpta peterandrewsi Raven, 2009
- Diaprograpta striola Simon, 1909